# In the Studio
In the Studio è il terzo album in studio del gruppo 2 tone ska inglese The Specials, pubblicato nel 1984.
Il disco è stato pubblicato a nome The Specials AKA.

## Tracce
1. Bright Lights – 4:11
2. The Lonely Crowd – 3:52
3. What I Like Most About You Is Your Girlfriend – 4:50
4. Housebound – 4:13
5. Night on the Tiles – 3:04
6. (Free) Nelson Mandela – 4:07
7. War Crimes – 6:13
8. Racist Friend – 3:49
9. Alcohol – 5:01
10. Break Down the Door – 3:36

## Formazione
- Caron Wheeler - cori
- Stan Campbell - voce
- Rhoda Dakar - voce
- John Shipley - chitarra
- Jerry Dammers - organo, piano, voce
- Gary McManus - basso
- John Bradbury - batteria
- Claudia Fontaine - cori
- Dick Cuthell - flicorno
- Nigel Reeve - sassofono